# Corporate Media
Die Begriffe Corporate Media, Corporate Publishing (CP) bzw. Unternehmensverlag bezeichnen die journalistische und periodische Unternehmenskommunikation mit eigenen Medien (Owned Media). Dabei ist die Art der Medien zunächst unerheblich. Die Wurzeln des Corporate Publishing liegen zwar traditionell bei Printprodukten wie Kundenzeitschriften, Mitarbeiterzeitschriften, Mitgliederzeitschriften und Firmenzeitungen, doch auch die immer zahlreicher werdenden TV- und Audiomedien sowie Online-Medien zählen zum Corporate Publishing – vorausgesetzt, sie sind journalistisch, also redaktionell geprägt.

## Begriff
Die englischsprachige Bezeichnung ist Corporate Media. Corporate Publishing, der klassische deutschsprachige Begriff, ist ein Scheinanglizismus. Der Branchenverband Content Marketing Forum (CMF) definierte Corporate Publishing als „einheitliche interne und externe, journalistisch aufbereitete Informationsübermittlung eines Unternehmens über alle erdenklichen Kommunikationskanäle (offline, online, mobile), durch welche ein Unternehmen mit seinen verschiedenen Zielgruppen permanent/periodisch kommuniziert. Neben Endkunden sind auch Mitarbeiter, Händler, Zulieferer, Aktionäre etc. relevante Zielgruppen, die mit den für sie interessanten Unternehmensinformationen versorgt werden.“

### Corporate Print
Der Ursprung des Corporate Publishing liegt im Printbereich. Dazu zählen in den Anfängen Kundenzeitschriften, Mitarbeiterzeitschriften und Mitgliederzeitschriften.

### Corporate Book
Ein Corporate Book („Unternehmensbuch“) ist ein von einem Unternehmen herausgegebenes Buch. Der Begriff Corporate Book wurde in Anlehnung an ähnlich gebildete Begriffe wie Corporate Identity, Corporate Design u. Ä. geprägt und ist ca. seit 2002 im Umlauf. Im angloamerikanischen Raum spricht man statt von Corporate Books von Branded Books, womit die Nähe zur Markenbindung (Brand = Marke) angedeutet ist.
Vorläufer gab es seit Mitte der 1970er Jahre, wenngleich sie noch mit Promotion Books bezeichnet wurden. So zum Beispiel der DSV SkiAtlas des Deutschen Skiverbandes oder der DB Touristik Atlas der Deutschen Bundesbahn.
Im Gegensatz zu Büchern, die von Privatpersonen als Autoren im Eigenverlag publiziert werden, dienen Corporate Books als hochwertige Marketing- und PR-Instrumente (Premiuminstrument). Sie haben keinen reinen Werbecharakter, sondern dienen der sachlichen Information bestimmter Zielgruppen oder auch der Unterhaltung, wobei stets unternehmensnahe Themen im Mittelpunkt stehen. Eine spezielle Kategorie bildet die Festschrift, auch „Jubiläumsschrift“ oder „Firmenchronik“ – eine Literaturgattung, die schon weit über hundert Jahre alt ist.
Speziell dienen Unternehmensbücher der Markenstärkung oder -bildung, der Imageverbesserung, dem Aufbau eines Expertenstatus, der Akquisition und der langfristigen Positionierung eines Unternehmens. Ihre vielseitige Einsetzbarkeit, z. B. als Zugpferd einer Image- oder Werbekampagne, und ihre Verknüpfung mit anderen Kommunikationsinstrumenten (Print, TV und Internet) machen sie für viele Ziele geeignet. Für Corporate Books kommen alle Literaturgattungen in Frage. Auch personalisierte Bücher, in denen der Empfänger des Buches zugleich die Hauptrolle in der fiktiven Handlung des Buches spielt, sind möglich.
Corporate Books werden von Dienstleistern wie Unternehmensberatern und Seminartrainern, aber auch von herstellenden Betrieben der Lebensmittelindustrie (Kochbücher), von der Automobilindustrie und von Unternehmen vieler anderer Branchen herausgegeben. Die Unternehmensgröße spielt dabei keine Rolle. Sie werden meist von Corporate-Publishing-Dienstleistern, spezialisierten Agenturen oder Buchverlagen produziert. Die Bücher gibt es oft im Buchhandel, nur selten werden sie ausschließlich unternehmensintern verbreitet.

### Corporate TV
Unternehmen setzen immer häufiger auch eigene Fernsehproduktionen ein, vor allem zu Informations- und Imagezwecken, teilweise aber auch zu Schulungszwecken. Vgl. den eigenen Beitrag Business TV.

### Corporate Audio
Corporate Audio ist das Angebot von Audiodateien (siehe auch Corporate-TV/IPTV und Blog) über das Internet bzw. über ein Intranet für Zwecke der Unternehmenskommunikation. Die Vorteile liegen im verhältnismäßig geringen technischen Aufwand und damit niedrigen Kosten. Sie können überdies sehr aktuell gesendet werden und über regelmäßige Beiträge Hörer binden.
In der externen Kommunikation wird Corporate-Radio als Marketing-Instrument verstanden. Die Einsatzmöglichkeiten sind vielfältig. So können von Markenwelten über Börsenstorys bis zu Produkterlebnissen oder Employer-Brands verschiedenste Inhalte transportiert werden. Außerdem werden über das Medium z. T. Bevölkerungsgruppen erreicht, die auf anderen Wegen nur schwer ansprechbar sind.

## Bedeutung
Marketingfachleute sprechen dem Corporate Publishing hohe Bedeutung bei der Pflege von Image und Marke zu. Bei fast allen großen Unternehmen, aber auch zunehmend im Mittelstand sind Unternehmensmedien ein wichtiges Teilelement im Rahmen einer integrierten Kommunikation, auch zur internen Markenführung. Dabei gilt: Je professioneller die Medien gemacht sind, umso stärker und glaubwürdiger wirken sie. Funktionierende Unternehmensmedien bietet neben spannenden Inhalten auch eine ansprechende Gestaltung sowie die glaubwürdige Vermittlung von Informationen.
Im Jahre 2000 gab es gerade mal eine Studie zur Wirkung von Corporate Publishing. Derzeit sind es knapp 40 Studien und Leserbefragungen, die die Wirkung einzelner Kundenmagazine oder ganzer Magazingruppen beweisen. Es sind Markt-Media-Studien, Branchenstudien und  Leser-Struktur-Analysen. Hinzu kommen umfangreiche, vergleichende Wirkungsstudien des Marktforschungsinstituts TNS Emnid. Diese von TNS Emnid CP Standard genannten Studien vergleichen Zwischenergebnisse mit jenen von Magazinen und Zeitungen und schaffen so Benchmarks. Etwa zehn der Studien stammen von Universitäten. Die Abstracts der wichtigsten Studien hat der Branchenverband FCP in seinem Buch Effizienz – wie Unternehmensmagazine wirken zusammengefasst (siehe Literatur).

## Fachverband
Die großen Konzerne der Branche, wie Axel Springer SE, Hoffmann und Campe, der Piper Verlag und andere haben sich in einem Fachverband Content Marketing Forum (CMF) zusammengeschlossen. Er wurde 1999 unter dem Namen Forum Corporate Publishing gegründet und vertritt heute über 100 Mitgliedsunternehmen. Seinen Angaben zufolge setzt die Branche derzeit rund 5,8 Milliarden Euro um (Stand 2011), die Hälfte davon im Bereich der digitalen Medien.

## Geschichte
Da Unternehmensmedien – ob Print, TV oder Ton – immer mehr nach professionellen Gesichtspunkten produziert werden müssen, hat sich in den vergangenen zehn Jahren ein beachtliches Gewerbe rund um das Corporate Publishing gebildet. Die Branche erzielt alleine in Deutschland einen Jahresumsatz von circa fünf Milliarden Euro, so der Branchenverband FCP. In diesen Zahlen sind allerdings Druck- und Versandkosten enthalten, die den Löwenanteil ausmachen. Anders als Verlage oder andere Marketingformen wächst die CP-Branche seit vielen Jahren „kontinuierlich im zweistelligen Bereich“. Allein die FCP-Mitglieder markierten in der jüngsten Verbandsumfrage (2007) für die vergangenen drei Jahre ein durchschnittliches Wachstum von 18 Prozent. Die Gründe: Immer mehr Unternehmen ziehen sich aus der klassischen, mit vielen Streuverlusten behaftete Werbung zurück und investieren eher in informationsgetragene Kommunikation.

## Aus- und Weiterbildung
Bislang stammen die meisten Mitarbeiter im Corporate Publishing aus Verlagen. Corporate Publishing ist Teil der schulischen Ausbildung von Medienkaufleuten digital und print. An der Universität Leipzig gibt es erstmals ein spezielles Ausbildungsangebot für Unternehmenspublizistik. Zudem bieten Unternehmen in Leipzig in Zusammenarbeit mit kommerziellen Weiterbildern neue praxisorientierte Ausbildungswege (Volontariat/Trainee-Programm) an. Das erste CP-Studium im deutschsprachigen Raum bietet seit Oktober 2005 die Schweizerische Text Akademie in Zusammenarbeit mit dem Schweizerischen Public Relations Institut an. An der Münchner Journalistenakademie gibt es sechsmonatige Vollzeit-Lehrgänge, die Corporate Publishing in Print, Audio, TV und Online umfassen, sowie berufsbegleitende Lehrgänge in neun Modulen. Aus- und Weiterbildung bietet die Akademie der Deutschen Medien mit einer eigenen Reihe Corporate Publishing.
Außerdem besteht an der Hochschule für Technik und Wirtschaft (HTW) in Chur eine Forschungsstelle für Sprache in Medien, Wirtschaft und Corporate Publishing. In Kombination mit zwei weiteren Nachdiplomkursen zum Themenkreis Unternehmenspublizistik soll künftig zudem der Abschluss eines Executive Master in Corporate Publishing ermöglicht werden. Der zwölfmonatige Lehrgang soll als berufsbegleitende Kombination von E-Learning und Präsenzveranstaltungen durchgeführt werden.
Seit dem Wintersemester 2009/2010 bietet zudem die Leipzig School of Media den ersten Masterstudiengang in Corporate Publishing (seit 2012 Corporate Media) im deutschsprachigen Raum an. Der Master wird dort berufsbegleitend in drei Semestern erworben. Ein zweisemestriger Studiengang für Praktiker (ohne akademischen Abschluss) wird von Schreibszene Schweiz angeboten.